# Strömsborgs ullspinneri

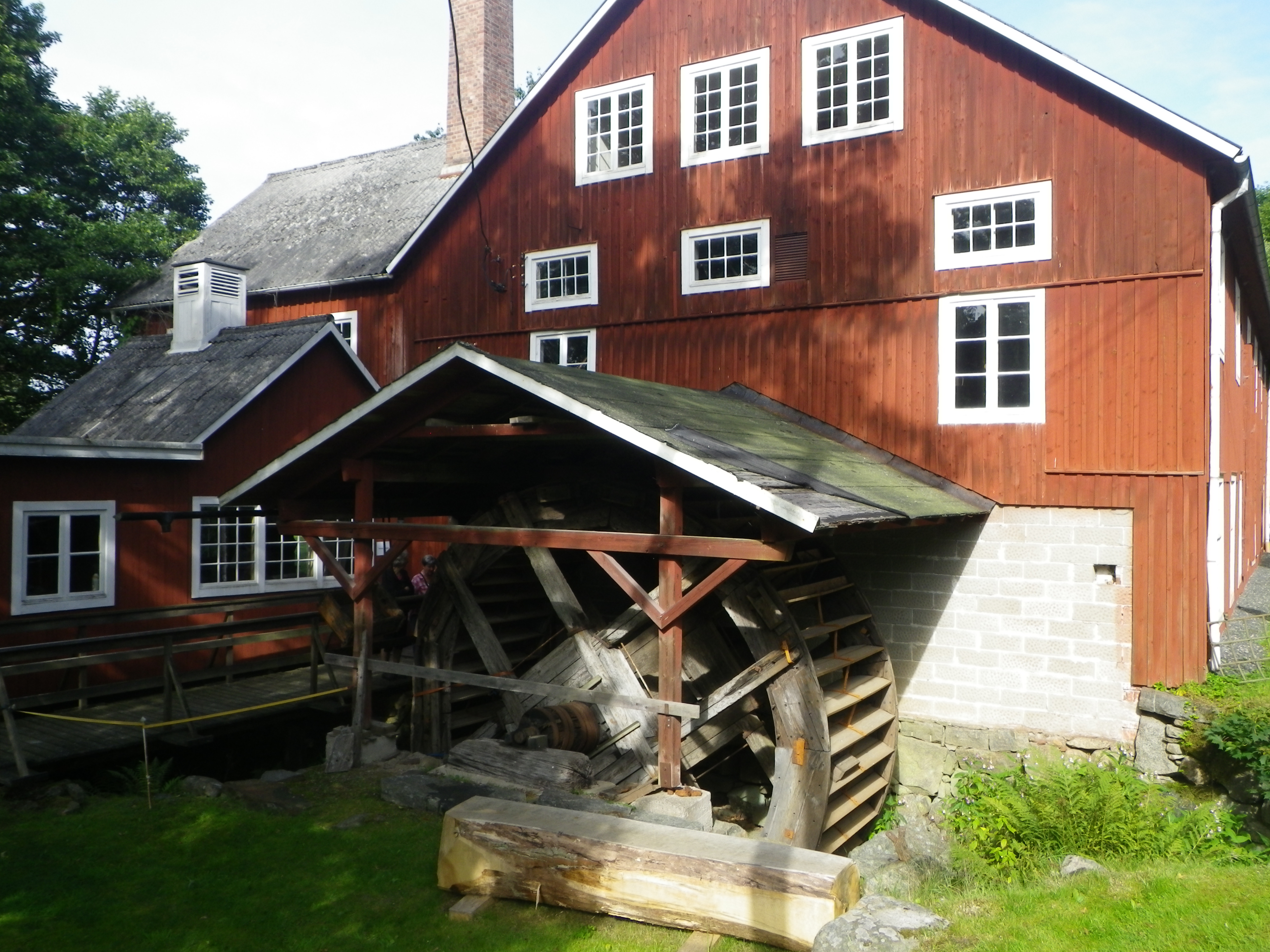
Strömsborgs ullspinneri, med vattenhjulhus

Strömsborgs ullspinneri är ett arbetslivsmuseum i Östra Genastorp i Osby kommun.
Strömsborgs ullspinneri anlades 1827. Driften upphörde på 1960-talet och spinneriet inköptes av Osby hembygdsförening 1969. Det drivs nu som ett museum av föreningen och utsågs till Årets industriminne 2011. I området vid forsar i Helge å fanns tidigare Östra Genasfors kvarn, pappersbruk och smedja.